# Jean III Hébrard de Saint-Sulpice
Jean III Hébrard de Saint-Sulpice, ou Jean d'Hébrard de Saint-Sulpice, est né le 26 août 1519 et mort au château de Saint-Sulpice le 5 novembre 1581 .

## Biographie
Son père, Antoine Hébrard de Saint-Sulpice, s'est marié avec la fille de Gui de Lévis-Caylus (ou Quélus), seigneur de Caylus, de Villeneuve-la-Crémade et de Périguy, et de Marguerite de Cardaillac-Privesac. Il a fait son testament le 20 mai 1563.
Jean Hébrard de Saint-Sulpice, second fils d'Antoine, hérite des domaines et du titre de baron en 1563.
Jean Hébrard a fait des études à Cahors, puis à Toulouse. Il a été reçu docteur en droit civil à l'université de Ferrare en 1543. Il a alors commencé à la Cour comme écuyer de bouche du roi, puis il participe aux campagnes militaires. Il combat au siège de Boulogne, en 1544, puis il est de l'expédition d'Écosse en 1548, du voyage d'Austrasie et au siège de Metz, en 1552. Il est en Toscane en 1554, puis en Picardie, au siège de Calais, en 1558.
Il est nommé gentilhomme de la chambre en survivance de son beau-père, Jean Ier de Gontaut (1502-1557), en 1558.
Dans sa carrière militaire, il a pour protecteur le connétable de Montmorency, gouverneur du Languedoc. Ce dernier ayant été fait prisonnier au cours de la bataille de Saint-Quentin, il a participé à la négociation pour sa libération.
Il a ensuite été un des médiateurs de la politique de conciliation extérieure choisie par le connétable. Il fait des missions en Toscane en 1559, en Espagne et au Portugal en 1561.
Il est ambassadeur résident en Espagne, entre avril 1562 et septembre 1565. Il reçoit le cordon de l'Ordre de Saint-Michel en août 1564.
Il va faire partie des hommes du sud-ouest liés à la reine-mère, Catherine de Médicis. Il est nommé conseiller d'État puis chevalier de l'ordre du Saint-Esprit, en 1579. Il a le soutien de la reine-mère et du roi Henri III.

## Famille
Antoine Hébrard de Saint-Sulpice s'est marié :
- en 1518 avec Jeanne de Lévis-Caylus, dont il a eu Jean Hébrard de Saint-Sulpice, qui suit.
- en 1530 avec Anne de Cluset dont il a eu Antoine Hébrard de Saint-Sulpice, marié avec Jeanne de Pelegry, dame du Vigan, d'où :
  - Marguerite Hébrard de Saint-Sulpice, mariée en 1589 avec Jacques de Durfort, seigneur de Léobard ;
  - Christophe Hébrard de Saint-Sulpice, baron du Vigan, marié en 1598 avec Anne d'Avanson, qui poursuivirent.

Jean Hébrard s'est marié le 6 mai 1551 avec Claude de Gontau-Biron, décédée le 1er janvier 1587. De ce mariage sont nés :
- Henri Hébrard de Saint-Sulpice (1553-1576)
- Bertrand Hébrard de Saint-Sulpice s'est marié en 1579 avec Marguerite de Balaguier, dame de Monsalès. Il est tué en 1587 à la bataille de Coutras.
- Armand, un fils cadet, trouve la mort à 18 ans au siège de la Rochelle, en 1573.
- Antoine Hébrard de Saint-Sulpice, évêque de Cahors (1577-1600)
- Catherine Hébrard de Saint-Sulpice (morte en 1618) s'est mariée en 1587 avec Pons de Lauzières (1554-1627), marquis de Thémines, chevalier des Ordres du roi, maréchal de France.